# Бернгард I (сеньор Липпе)
Бернгард I Липпский (нем. Bernhard I. zur Lippe; ум. ок. 1158) — первый документально известный сеньор Липпе, считается основателем дома Липпе. Сын Германа Липпского, от которого унаследовал владения Липпе в 1123 году.
Совместно с братом Германом I в 1139 году основали монастырь премонстратов на месте будущего города Липпштадт.

## Семья
О его жене ничего не известно. Сыновей у него, скорее всего, не было, поскольку после смерти Бернгарда I все его владения перешли к его брату Герману I (ум. 1160).